# Liu Fuzhi
Liu Fuzhi (chiń. upr. 刘复之; chiń. trad. 劉復之; pinyin Liú Fùzhī; ur. w marcu 1917 w Meixian w prow. Guangdong, zm. 25 sierpnia 2013 w Pekinie) – chiński prawnik.
Od 1938 roku członek KPCh. W latach 1964–1966 wiceminister bezpieczeństwa publicznego. Represjonowany w okresie rewolucji kulturalnej.
Od 1982 do 1985 roku członek Komitetu Centralnego KPCh. W latach 1982–1983 minister sprawiedliwości, następnie 1983–1985 minister bezpieczeństwa publicznego. W latach 1988–1993 pełnił funkcję prokuratora generalnego Najwyższej Prokuratury Ludowej.